# L'Amadigi
Pour les articles homonymes, voir Amadis.
Ne doit pas être confondu avec Amadigi.
L'Amadigi est un poème épique italien écrit par Bernardo Tasso et publié en 1560. Il a été inspiré par l'Amadis de Gaule de Garci Rodríguez de Montalvo,.
Ce poème a inspiré Floridante (parfois mal orthographié Florindante) est resté incomplet en raison de la mort de l'auteur. Le fils de Bernardo, le poète Torquato Tasso, l'acheva et le publia en 1587.